# Ізоглибини
Ізоглибини (рос. изоглубины, англ. isodepths, нім. Isotiefen f pl, Isotieflinien f pl) — ізолінії, які з’єднують точки з однаковими глибинами залягання корисних копалин. Схематична карта ізоглибин сьогодні побудована до дна земної кори. 
Ізоглибини залягання - це по суты ізотовщини порід, що лежать над покладом корисноъ копалини. Тому визначення і способи побудови ізоглибин аналогічні побудов ізотовщин. Гіпсометричний план ізоглибин можна побудувати шляхом вирахування гіпсометричних планів з поверхонь рельєфу і покрівлі покладу.
За ізоглибинами визначають обсяги розкривних робіт при відкритих розробках. Ізоглибини будують для визначення коефіцієнтів розкриву шляхом ділення ізоглибин залягання на ізотовщини (ызопотужносты) покладу.
Ізоглибина з відміткою нуль - це лінія виходу висячого боку покладу на земну поверхню. На плані лінію виходу визначають як лінію перетину однойменних горизонталей земної поверхні і висячого боку покладу.
Якщо на ділянці родовища є наноси з певною середньою глибиною, то ізоглибина залягання корисних копалин з відміткою, яка дорівнює середньому значенню глибини наносів, є лінія виходу висячого боку покладу під наноси. Знати цю лінію необхідно при завданні розвідувальних шурфів або свердловин для уточнення виходу покладу під наноси. 